# Visbeekvallei-Kindernouw

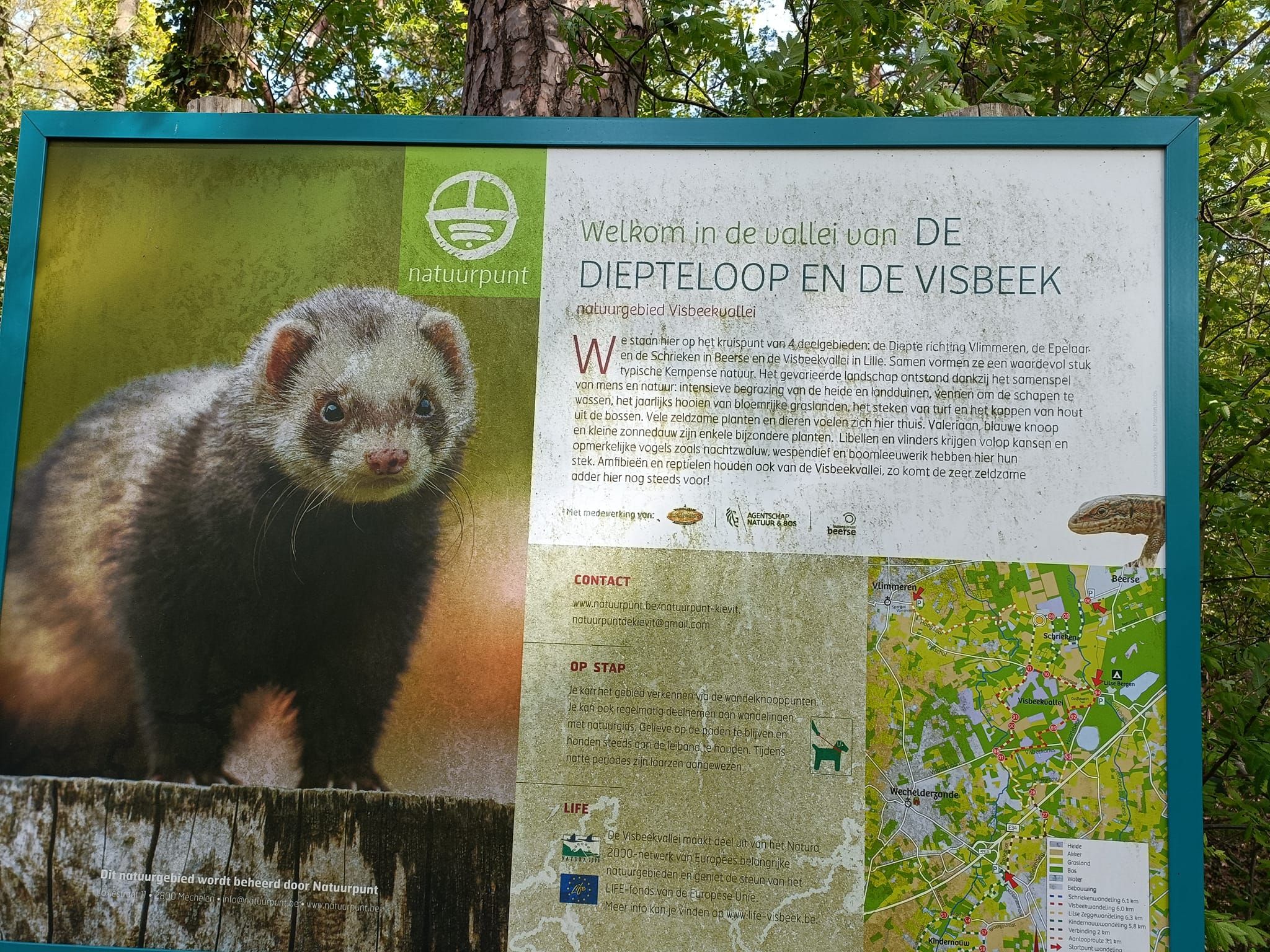

Visbeekvallei-Kindernouw is een natuurgebied nabij de Antwerpse plaats Wechelderzande, gemeente Lille.
Het meer dan 100 ha grote gebied wordt beheerd door Natuurpunt en is onderdeel van Natura 2000-gebied Bos- en heidegebieden ten oosten van Antwerpen.
De vallei van de Visbeek is zeer afwisselend met gagelstruwelen, broekbossen, venne, heide en bloemrijke graslanden. Kindermouw is een landschap dat zich nog in de oorspronkelijke staat bevindt met smalle percelen en kleine landschapselementen. Men vindt er laagveenmoeras en vochtige graslanden.
Hier groeien de brede orchis, wateraardbei, kleine valeriaan, waterdrieblad, adderwortel, dotterbloem, waterviolier en blauwe knoop.
Tot de dierenwereld behoort de adder. Er zijn meer dan 40 soorten libellen. Van de vlinders kunnen kleine ijsvogelvlinder, bruine eikenpage, groentje en bont dikkopje. Ook vindt men er de moerassprinkhaan.
Het gebied is rijk aan vogels als ijsvogel, zwarte specht, steenuil, kleine bonte specht, meerkoet, witgatje, watersnip en oeverloper.
Het gebied is toegankelijk voor wandelaars.